# Malá Veleň
Malá Veleň là một làng thuộc huyện Děčín, vùng Ústecký, Cộng hòa Séc.